# Малета
Малета́ — село в Петровск-Забайкальском районе Забайкальского края России. Административный центр сельского поселения «Малетинское».

## География
Село находится на левом берегу реки Хилок, на расстоянии 73 км к юго-западу от города Петровск-Забайкальский, административного центра района.
Входит в Перечень населенных пунктов Забайкальского края, подверженных угрозе лесных пожаров.

## История
Основано в 1770 году. В 1926—1935 годах село являлось административным центром Малетинского района, который затем вошёл в состав Петровск-Забайкальского района. Весной 1930 года в селе и соседнем Бичурском аймаке произошло крестьянское восстание, ставшее самым кровавым в Забайкалье в период коллективизации.

## Население
| 1989 | 2002  | 2010  | 2021  |
| ---- | ----- | ----- | ----- |
| 3300 | ↘2839 | ↗2863 | ↘2467 |

## Улицы
| - ул. 50 лет Октября, - ул. 60 лет СССР, - ул. Дорожная, - пер. Дорожный, - ул. Елизова, - ул. Заречная, | - ул. Комсомольская, - пер. Комсомольский, - ул. Ленина, - ул. Лесная, - пер. Лесной, - ул. Мира, | - ул. Молодёжная, - ул. Мошина, - ул. Набережная, - ул. Новая, - ул. Октябрьская, - ул. Партизанская, | - ул. Первомайская, - ул. Пионерская, - ул. Рабочая, - ул. Сосновая, - ул. Строителей, - пер. Строительный. |